# Bahnstrecke Hlyboka–Berehomet
| Streckenlänge: | 53 km                    |                                                 |                                                 |
| Spurweite: | 1520 mm (Russische Spur) |                                                 |                                                 |
| |                          |                                                 |                                                 |
| \| \| \| von Czernowitz \| \| \| \| 0 \| Hlyboka-Bukowinska (Глибока-Буковинська) \| Hlyboka-Bukowinska (Глибока-Буковинська) \| \| \| \| nach Suceava \| \| \| \| \| Gütergleis \| \| \| \| 8 0 \| Karaptschiw (Карапчів) \| Karaptschiw (Карапчів) \| \| \| \| \| \| \| \| 7 \| Kupka (Купка) \| Kupka (Купка) \| \| \| 11 \| Werchni Petriwzi (Верхні Петрівці) \| Werchni Petriwzi (Верхні Петрівці) \| \| \| 11 \| Werchni Petriwzi (Верхні Петрівці) \| Werchni Petriwzi (Верхні Петрівці) \| \| \| 13 \| Petriwzi (Петрівці) \| Petriwzi (Петрівці) \| \| \| 15 \| Jischiwzi (Їжівці) \| Jischiwzi (Їжівці) \| \| \| \| ehemaliger Anschluss Lokalbahn Czudin–Koszczuja \| \| \| \| 15 \| Meschyritschtschja (Межиріччя) \| Meschyritschtschja (Межиріччя) \| \| \| \| Krasnojilsk (Красноїльськ) \| \| \| \| 12 \| Roptscha (Ропча) \| Roptscha (Ропча) \| \| \| 19 \| Storoschynez (Сторожинець) \| Storoschynez (Сторожинець) \| \| \| \| Bilka \| \| \| \| 26 \| Klyniwka (Клинівка) \| Klyniwka (Клинівка) \| \| \| 32 \| Komariwzi (Комарівці) \| Komariwzi (Комарівці) \| \| \| 36 \| Nowa Schadowa (Нова Жадова) \| Nowa Schadowa (Нова Жадова) \| \| \| \| Michidra \| \| \| \| 39 \| Stara Schadowa (Стара Жадова) \| Stara Schadowa (Стара Жадова) \| \| \| 44 \| Nyschnij Lukawzi (Нижній Лукавці) \| Nyschnij Lukawzi (Нижній Лукавці) \| \| \| 47 \| Werchnij Lukawzi (Верхній Лукавці) \| Werchnij Lukawzi (Верхній Лукавці) \| \| \| 53 \| Berehomet (Берегомет) \| Berehomet (Берегомет) \| \| \| \| ehemalige Waldbahn Berehomet \| \| |                          |                                                 |                                                 |
| Strecke |                          | von Czernowitz                                  | von Czernowitz                                  |
| Bahnhof | 0                        | Hlyboka-Bukowinska (Глибока-Буковинська)        | Hlyboka-Bukowinska (Глибока-Буковинська)        |
| Abzweig geradeaus, nach links und von links |                          | nach Suceava                                    | nach Suceava                                    |
| Abzweig geradeaus und nach links |                          | Gütergleis                                      | Gütergleis                                      |
| Bahnhof | 8 0                      | Karaptschiw (Карапчів)                          | Karaptschiw (Карапчів)                          |
| Abzweig geradeaus und ehemals nach links · Strecke von rechts (außer Betrieb) |                          |                                                 |                                                 |
| Strecke · Haltepunkt / Haltestelle (Strecke außer Betrieb) | 7                        | Kupka (Купка)                                   | Kupka (Купка)                                   |
| Strecke · Haltepunkt / Haltestelle (Strecke außer Betrieb) | 11                       | Werchni Petriwzi (Верхні Петрівці)              | Werchni Petriwzi (Верхні Петрівці)              |
| Strecke · Haltepunkt / Haltestelle (Strecke außer Betrieb) | 11                       | Werchni Petriwzi (Верхні Петрівці)              | Werchni Petriwzi (Верхні Петрівці)              |
| Strecke · Haltepunkt / Haltestelle (Strecke außer Betrieb) | 13                       | Petriwzi (Петрівці)                             | Petriwzi (Петрівці)                             |
| Strecke · Haltepunkt / Haltestelle (Strecke außer Betrieb) | 15                       | Jischiwzi (Їжівці)                              | Jischiwzi (Їжівці)                              |
| Strecke · Strecke (außer Betrieb) |                          | ehemaliger Anschluss Lokalbahn Czudin–Koszczuja | ehemaliger Anschluss Lokalbahn Czudin–Koszczuja |
| Strecke · Bahnhof (Strecke außer Betrieb) | 15                       | Meschyritschtschja (Межиріччя)                  | Meschyritschtschja (Межиріччя)                  |
| Strecke · Betriebs-/Güterbahnhof Streckenende (Strecke außer Betrieb) |                          | Krasnojilsk (Красноїльськ)                      | Krasnojilsk (Красноїльськ)                      |
| Haltepunkt / Haltestelle | 12                       | Roptscha (Ропча)                                | Roptscha (Ропча)                                |
| Kopfbahnhof Strecke ab hier außer Betrieb | 19                       | Storoschynez (Сторожинець)                      | Storoschynez (Сторожинець)                      |
| Brücke über Wasserlauf (Strecke außer Betrieb) |                          | Bilka                                           | Bilka                                           |
| Haltepunkt / Haltestelle (Strecke außer Betrieb) | 26                       | Klyniwka (Клинівка)                             | Klyniwka (Клинівка)                             |
| Haltepunkt / Haltestelle (Strecke außer Betrieb) | 32                       | Komariwzi (Комарівці)                           | Komariwzi (Комарівці)                           |
| Haltepunkt / Haltestelle (Strecke außer Betrieb) | 36                       | Nowa Schadowa (Нова Жадова)                     | Nowa Schadowa (Нова Жадова)                     |
| Brücke über Wasserlauf (Strecke außer Betrieb) |                          | Michidra                                        | Michidra                                        |
| Haltepunkt / Haltestelle (Strecke außer Betrieb) | 39                       | Stara Schadowa (Стара Жадова)                   | Stara Schadowa (Стара Жадова)                   |
| Haltepunkt / Haltestelle (Strecke außer Betrieb) | 44                       | Nyschnij Lukawzi (Нижній Лукавці)               | Nyschnij Lukawzi (Нижній Лукавці)               |
| Haltepunkt / Haltestelle (Strecke außer Betrieb) | 47                       | Werchnij Lukawzi (Верхній Лукавці)              | Werchnij Lukawzi (Верхній Лукавці)              |
| Kopfbahnhof Streckenende (Strecke außer Betrieb) | 53                       | Berehomet (Берегомет)                           | Berehomet (Берегомет)                           |
| Betriebs-/Güterbahnhof Streckenanfang (Strecke außer Betrieb) |                          | ehemalige Waldbahn Berehomet                    | ehemalige Waldbahn Berehomet                    |

Die Bahnstrecke Hlyboka–Berehomet ist eine Nebenbahn in der Ukraine. Die eingleisige und nicht elektrifizierte Strecke verläuft in der westlichen Ukraine durch die Bukowina und wird durch die Ukrainischen Eisenbahnen, im Speziellen die Lwiwska Salisnyzja, bedient.

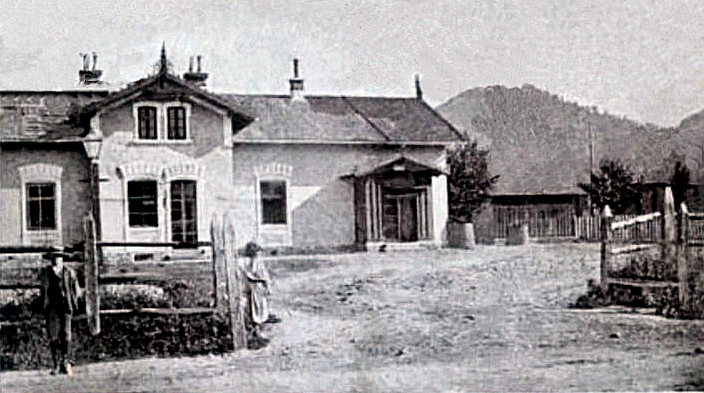
Blick auf das Bahnhofsgebäude von Berehomet

## Geschichte
Die Bahnstrecke wurde zusammen mit der Zweigbahn Karapcziu–Czudin (heute Bahnstrecke Karaptschiw–Tschudej) am 30. November 1886 durch die Bukowinaer Lokalbahnen eröffnet, die Betriebsführung der Bahn lag bis zum 1. Juli 1889 bei der Lemberg-Czernowitz-Jassy-Eisenbahn, mit diesem Tag ging sie an die k.k. österreichischen Staatsbahnen über.
Im Anschluss an die Lokalbahn wurde ebenfalls durch die Bukowinaer Lokalbahnen die Schleppbahn Berhometh am Sereth–Meżybrody–Lopuszna am 15. November 1909 mit einer Streckenlänge von 14,621 km in Normalspur eröffnet, schon vorher hatte ab 1886 eine 9,2 Kilometer lange normalspurige Schleppbahn zur Dampfsäge in Meżybrody existiert, diese betrieb im Sommer auch Personenverkehr. Nach der Einstellung der Dampfsäge wurde die Bahn zur Gewinnung neuer Kunden dann wie schon erwähnt 1909 um 5,9 Kilometer nach Lopuszna verlängert. Der Personenverkehr wurde allerdings schon 1913 wegen Unrentabilität eingestellt, während des Ersten Weltkrieges wurden Teile der Bahn 1916 durch russische Truppen abgebaut, nach dem Krieg aber wieder aufgebaut und die Strecke dann bis ins nun rumänisch Lăpuşna genannte Dorf betrieben. Währne des Zweiten Weltkrieges wurden die Anlagen endgültig abgebaut und die Straße durch das Tal ausgebaut.
Nach dem Ende des Ersten Weltkrieges kam die Bukowina und somit auch die Bahn zu Rumänien und wurde durch die Rumänischen Staatsbahnen übernommen und weiterbetrieben.
Während des Zweiten Weltkrieges wurde 1940 die Nordbukowina kurzzeitig durch die Sowjetunion annektiert kam aber nach dem Überfall Deutschlands auf die Sowjetunion und der Rückeroberung der Nordbukowina durch rumänische Truppen im Sommer 1941 bis 1944 wieder in rumänischen Besitz.
Nach dem Ende des Zweiten Weltkriegs wurden die Nordbukowina endgültig an die Sowjetunion angeschlossen und die Bahnstrecke auf Breitspur (1520 mm) umgespurt, die Eingleisigkeit jedoch beibehalten.
1951/53 Jahren wurde südlich im Anschluss an das Ende der Strecke in Berehomet zum Abtransport der Holzmengen für Verarbeitung im neu gegründeten Holzwerk Berehomet ein großes schmalspuriges Waldbahnnetz errichtet (Waldbahn Berehomet, 61 Kilometer Länge im Jahr 1960), dieses wurde aber 1965 eingestellt und die Gleisanlagen bis 1970 komplett abgebaut und durch Forststraßen ersetzt.

## Betrieb
Auf der Strecke bis Berehomet verkehrte bis Anfang 2009 von Czernowitz aus täglich ein Zugpaar, danach verkürzte man die Relation auf die Strecke zwischen Hlyboka und Storoschynez. Die Strecke zwischen Karaptschiw und Tschudej/Meschyritschtschja ist schon länger nicht mehr durch Personenverkehr bedient, es findet lediglich Güterverkehr bis Krasnojilsk (Holzfabrik Красноїльский ДОК/Krasnojilskyj DOK) statt.